# Miara klasyczna rozkładu
Miara klasyczna rozkładu – taka miara rozkładu, która przy obliczeniach uwzględnia wszystkie wartości cechy statystycznej z próby losowej. Oznacza to, że zmiana wartości któregokolwiek z elementów próby losowej (jednego) powoduje zmianę wartości miary.
Miarami klasycznymi są między innymi:
- średnia arytmetyczna i wszystkie momenty zwykłe
- wariancja i wszystkie momenty centralne
- współczynnik skośności

Natomiast miarami klasycznymi nie są np.:
- mediana
- moda